# روبرت وليام بيلينجز
كان روبرت ويليام بيلينجز (لندن 25 يوليو 1812 - 14 نوفمبر 1874 لندن) معماريًا ومؤلفًا بريطانيًا. تدرب كرسام طبوغرافي، وكتب ورسم العديد من الكتب في بداية حياته المهنية، قبل أن يركز على عمله المعماري.

## المنشورات
- اللانهاية في التصميم الهندسي المبسط (1844)
- الرسوم التوضيحية للآثار المعمارية في مقاطعة دورهام (1845)
- الآثار البارونية والكنسية في اسكتلندا (1845–1852)
- قوة الشكل المطبقة على الزخرفة الهندسية (1851)

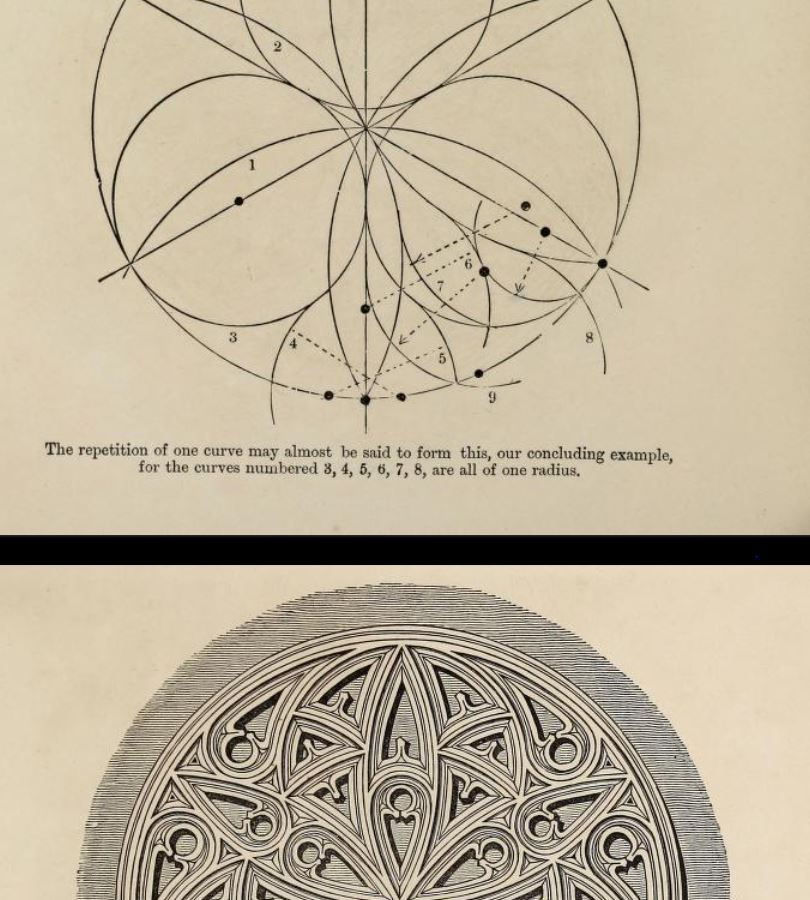
زخرفة هندسية باستخدام دوائر متماسة لبعضها البعض